# Tropheus
Genre
Genre de cichlidés endémiques du lac Tanganyika, végétarien pur, poissons végétariens spécialisés. Ils se nourrissent en broutant la couverture biologique (périphyton) des rochers (diatomées, cyanobactéries, Cladophora).
La particularité de ce genre se situe comme tout herbivore, dans la longueur de ses intestins qui peuvent atteindre 3 à 5 fois la longueur totale du spécimen. Les Tropheus sont sujets à diverses maladies digestives, si la qualité de l'eau est mauvaise (chargée en nitrates par exemple ou nourritures inappropriées).

## Liste des espèces
Selon FishBase (26 janv. 2017) :
- Tropheus annectens Boulenger, 1900
- Tropheus brichardi Nelissen et Thys van den Audenaerde, 1975
- Tropheus duboisi Marlier, 1959
- Tropheus kasabae Nelissen, 1977 − (synonyme junior de Tropheus moorii  Boulenger, 1898)
- Tropheus moorii Boulenger, 1898
- Tropheus polli Axelrod, 1977 − (synonyme junior de Tropheus annectens  Boulenger, 1900)

Hors des espèces décrites, il existe de nombreuses autres appellations. Cependant toute autre appellation est soit un nom commercial, soit le nom de la localité où la variété géographique est pêchée  (il existe environ 130 variétés locales connues), et qui est rentrée dans le langage courant du cichlidophile.
- Tropheus sp. (plusieurs espèces, chacune suivi de sa localité géographique)
- Tropheus sp. black (plusieurs espèces, chacune suivi de sa localité géographique)
- Tropheus sp. red (plusieurs espèces, chacune suivi de sa localité géographique)